# Acigné
Acigné (bretonsky Egineg, gallo Aczeinyae) je obec v departementu Ille-et-Vilaine v Bretani v severozápadní Francii.

## Dějiny
Doklady o dávném osídlení lokality sahají až do doby 3500 let před naším letopočtem.
Oblast evangelizoval Martin z Tours nebo jeho žáci ve 4. století.
V roce 1010 postoupil Rivallon, baron z Vitré, území Acigné svému synovi Renaudovi. Tato dynastie existovala až do 16. století, kdy její linie skončila sňatkem Judity d'Acigné s maršálem z Cossé-Brissac.
Od 11. do 18. století náležela část území obce opatstvím Saint Melaine a Saint Georges v Rennes.
V roce 1234 zničil hrad bretaňský vévoda Pierre Mauclerc, aby potrestal Alaina d'Acigné za to, že se proti němu postavil na stranu francouzského krále (Ludvíka IX.).
Během velké francouzské revoluce se obec postavila na stranu duchovenstva a za trest byla v roce 1792 vypleněna oddílem národní gardy.

## Vývoj počtu obyvatel
Industrializace přinesla v 19. a 20. století výrazný odliv obyvatelstva. V 70. letech 20. století se však tento trend obrátil a počet obyvatel začal opět vzrůstat.
Obyvatelé obce jsou ve francouzštině nazýváni Acignolais.
Počet obyvatel